# Most Samuela Becketta
Most Samuela Becketta (anglicky Samuel Beckett Bridge, irsky Droichead Samuel Beckett) je most v Dublinu postavený v letech 2007-2009. Je to zavěšený otočný most.
Hlavní rozpětí lze kvůli velikosti některých lodí otáčet o 90 °. Celková délka mostu je 123 m. Mostovka je s 48 m vysokým pylonem spojena 31 lany. Byl navržen španělským architektem Santiagem Calatravou, který je také architektem nedalekého mostu Droichead James Joyce. Most byl pojmenován po irském spisovateli a laureátovi Nobelovy ceny za literaturu Samuelovi Beckettovi, který pocházel z Dublinu. Pylon s lany má připomínat harfu, symbol Irska. Most spojuje jižní nábřeží řeky Liffey s dublinskými doky na severní straně řeky. Most byl oficiálně otevřen pro chodce 10. prosince 2009 starostkou Dublinu Emer Costello. Výstavba mostu stála přibližně 60 milionů eur.